# Palpomyia paraensis
Palpomyia paraensis är en tvåvingeart som beskrevs av Lane 1960. Palpomyia paraensis ingår i släktet Palpomyia och familjen svidknott. Inga underarter finns listade i Catalogue of Life.